# Mahbub ul Haq
Mahbub ul Haq (Gurdaspur, 1934. február 22. – New York, 1998. július 16.) befolyásos pakisztáni közgazdász, egyike a humán fejlettségi elmélet megalapítóinak. Mahbub ul Haq forradalmasította az Emberi fejlettségi indexet (HDI-t), amelyet 1990 óta éves rendszerességgel használ az ENSZ Fejlesztési Programja.  A HDI egy standard mutató lett, amellyel az országok közötti egészségügyi, oktatás- és életszínvonalbeli különbségek mutathatók ki.

## Gyermekkora
Mahbub ul Haq koraszülötten született 1932. február 24-én a kelet-pandzsábi Gurdaspurban (ma az indiai Pandzsáb állam területén). Serdülő korában az 1947. augusztusában felosztott szubkontinenssel kapcsolatos vallási erőszaknak volt részese. Családjával együtt éppenhogy megmenekültek egy Pakisztán felé tartó vonat kerekei alól. Ez az eset rendkívül mély nyomot hagyott Mahbub ul Haq-ban. Miután elértek Lahore-ba, Haq egy állami lakást kapott és elhatározta, hogy folytatja tanulmányait. 1954-ben felvételt nyert a lahori Állami Egyetemre, ahol társadalomtudományi szakon végzett.
1958-ban közgazdaság alapszakon végzett és Nagy-Britanniába nyert ösztöndíjat. Ott a Cambridge-i Egyetemen folytatta tanulmányait, ahol egy másik alapszakos diplomát szerzett ugyanazon szakon. Cambridge-ben Haq Amartya Sen oldalán vehette át a diplomát, akivel életre szóló barátságot kötött. 
Miután meghosszabbíttatta az ösztöndíját, Haq az Egyesült Államokba utazott a doktori tanulmányait folytatni, ahol az amerikai gazdasági rendszer nagy hatással volt Haq későbbi kapitalista szemléletében.
A Yale Egyetemen folytatta a doktori képzést és miután megszerezte a doktori címet, egy doktori utáni képzésen vett részt a Harvard Egyetemen. Miután befejezte tanulmányait, visszatért hazájába, hogy a kormány szolgálatába álljon.

## Munkássága

### Kormányzati munkája
Pakisztánba visszatérve, Haq csatlakozott a Gazdasági Bizottsághoz, és nemsokára a bizottság vezető közgazdászává vált. Jó kapcsolatot ápolt a Pénzügyminisztériummal és Pakisztán kormányának gazdasági tanácsadójaként folytatta pályafutását. 
Az 1960-as években beszédeket mondott az egész országban. Támogatta az elnök, Ayub Khan politikáját. Haq támogatta a kapitalizmust, mint a nemzetgazdaság alapját. 
Haq elhagyta az országot 1971-ben a háború előtt, amely Kelet-Pakisztán Bangladesként való különválását eredményezte. 
Haq-ot Zulfikar Ali Bhutto kérte fel, hogy csatlakozzon a Pénzügyminisztériumhoz, de végül Haq rájött, hogy ellentétes nézeteket vall a szocialista közgazdaságtannal szemben. 
1982-ben Haq Mohammad Ziaul Hakk tábornok kérésére tért vissza Pakisztánba és a Pénzügyminisztériumban töltött be állást. A Védelmi Minisztériumban is jelentős szerepet töltött be. Haq volt az Űrkutatói Bizottság  első igazgatója, és támogatta Munir Ahmad Khan-t az atomfegyver-politikájában.

### Szervezeti munkássága

#### Világbank (1970-1982)
A Világbankban való munkássága idején (1970-82) Haq a Bank fejlődési filozófiájára és a kölcsönpolitikájára volt hatással: a szegénység enyhítésére fordított több figyelmet és növelte a kisgazdasági termelők számára az élelmi, oktatási, vízszükségleti és más szociális juttatások értékét. Az emberek alapvető szükségleteiről és a humán fejlődés előfutáraként született egy tanulmány Haq tollából. 

#### Pénzügyminisztérium, Pakisztán (1982-1988)
A Tervezési és Kereskedelmi Osztályon dolgozott Haq 1982-től 1988-ig. Jelentős adóreformok és a gazdaság liberálizálása is az ő nevéhez fűződik. Nagy hangsúlyt fektetett az emberi fejlődésre, és számos kezdeményezést indított a szegénység enyhítéséért.

#### ENSZ tanácsadójaként (1989-1995)
Az ENSZ ügyintézőjének speciális tanácsadójaként Haq az emberi fejlődés elméletét kezdeményezte, és a Human Development Report projektigazgatója lett. Paul Streeten, Inge Kaul, Frances Stewart, Amartya Sen és Richard Jolly segítségével éves beszámolókat írt a Human Development Reportba. 

#### A Human Development Centre megalapítása (1996)
1996-ban Iszlámábádban megalapította a Human Development Center-t, egy kutatóközpontot, amely kutatói és politikai szemináriumokat szervez az emberi fejlettséggel kapcsolatban – nagy hangsúlyt fektetve a dél-ázsiai térségre.

## Munkásságának eredményei
Haq létrehozta az Emberi fejlettségi indexet (Human Development Index, HDI), amely az országok közti fejlettségbeli különbségek világszerte széles körben ismert és elfogadott mutatójává vált. A HDI-t 1990. óta használja az ENSZ Fejlesztési Programja az évenként megjelenő Human Development Report megszerkesztésében.

## Halála
Haq 1998. július 16-án halt meg New Yorkban, egyedül hagyva feleségét, Khadija Haq-t, fiát, Farhan-t és lányát, Toneema-t. A Haq által alapított iszlámábádi Human Development Centre 1998. december 13-án Mahbub Ul Haq Human Development Centre nevet vette fel. Igazgatója a felesége, Khadija Haq lett.

## Válogatott művei
- The Strategy of Economic Planning (1963)
- The Poverty Curtain: Choices for the Third World (1976). Columbia University Press. 247 pages. ISBN 0-231-04062-8
- The Myth of the Friendly Markets (1992)
- Reflections on Human Development (1996) Oxford University Press. 1st edition (1996): 288 pages, ISBN 0-19-510193-6. 2nd edition (1999): 324 pages, ISBN 0-19-564598-7
- The UN And The Bretton Woods Institutions : New Challenges For The Twenty-First Century / Edited By Mahbub Ul Haq ... [Et Al.] (1995)
- The Vision and the Reality (1995)
- The Third World and the international economic order (1976)
- New Imperatives of Human Security (1995)
- A New Framework for Development Cooperation (1995)
- Humanizing Global Institutions (1998)

## Fordítás
- Ez a szócikk részben vagy egészben  a   Mahbub ul Haq című angol Wikipédia-szócikk ezen változatának fordításán alapul.  Az eredeti cikk szerkesztőit annak laptörténete sorolja fel. Ez a jelzés csupán a megfogalmazás eredetét és a szerzői jogokat jelzi, nem szolgál a cikkben szereplő információk forrásmegjelöléseként.

## Külső hivatkozások
- UNDP Human Development Reports website
- Dr. Mahbub-ul-Haq page on United Nations in Pakistan site - Contains a tribute, his speeches and the Human Development Review Journal
- The Mahbub-ul-Haq Development Center Archiválva 2017. március 14-i dátummal a Wayback Machine-ben